# Колачков
Колачков (слч. Kolačkov) насељено је мјесто са административним статусом сеоске општине (слч. obec) у округу Стара Љубовња, у Прешовском крају, Словачка Република.

## Становништво
| Година:    | 1994. | 2004.    | 2014.    | 2024.   |
| ---------- | ----- | -------- | -------- | ------- |
| Број људи: | 940   | 1043     | 1296     | 1281    |
| Разлика:   |       | +10,95 % | +24,25 % | -1,15 % |

| Година:    | 2023. | 2024.   |
| ---------- | ----- | ------- |
| Број људи: | 1271  | 1281    |
| Разлика:   |       | +0,78 % |

Према подацима о броју становника из 2024. године насеље је имало 1281 становника.